# Milonia obtusa
Milonia obtusa är en spindelart som beskrevs av Tord Tamerlan Teodor Thorell 1892. Milonia obtusa ingår i släktet Milonia och familjen hjulspindlar.
Artens utbredningsområde är Singapore. Inga underarter finns listade i Catalogue of Life.